# Hexadron (Pokémon)
 (mai 2025).
Motif : Où sont les sources secondaires indépendantes centrées ?
- Archive Wikiwix
- Bing
- Cairn
- DuckDuckGo
- E. Universalis
- Gallica
- Google
- G. Books
- G. News
- G. Scholar
- Persée
- Qwant
- (zh) Baidu
- (ru) Yandex
- (wd) trouver des œuvres sur Wikidata

| 1. | Préciser le motif de la pose du bandeau. | Précisez le motif de la pose du bandeau en utilisant la syntaxe suivante : {{admissibilité à vérifier\|date=mai 2025\|motif=remplacez ce texte par le motif}}                           |
| 2. | Informer les utilisateurs concernés.     | Pensez à avertir le créateur de l'article, par exemple, en insérant le code ci-dessous sur sa page de discussion : {{subst:avertissement admissibilité à vérifier\|Hexadron (Pokémon)}} |

Hexadron (タイレーツ, Tairētsu?, dans les versions originales en japonais) est une espèce de Pokémon de huitième génération. Il porte le numéro national 870 dans le Pokédex et est de type combat.

## Création
Hexadron évoque une phalange romaine. Son nom est une contraction de « hexa » et « escadron »

## Description
Hexadron est composé de six membres avec un corps noir en armure dorée avec des épines rouges. Le chef de l'escadron est en tête il est plus gros que ses compagnons et à une plus grosse épine. Il se déplace en file indienne mais ils leurs arrivent de se séparer pour attaquer. Il est de type combat et peut avoir les talents armurbaston et acharné.

## Apparition

### Jeux vidéo
Hexadron apparaît dans la série de jeux vidéo Pokémon. Hexadron apparaît pour la première fois dans Pokémon épée et bouclier.